# Cerkev vseh svetih, Wittenberg
Cerkev vseh svetih, običajno imenovana Schlosskirche (grajska cerkev), da bi jo razlikovali od Stadtkirche (mestne cerkve) sv. Marije, včasih znane kot spominska cerkev reformacije, je luteranska cerkev v Wittenbergu, Saška-Anhalt, Nemčija. To je mesto, kjer je po mnenju Philipa Melanchthona Martin Luther leta 1517 objavil petindevetdeset tez, s čimer se je začela protestantska reformacija.
Začetek leta 1883 je bila cerkev obnovljena kot spominsko mesto in ponovno slavnostno odprta 31. oktobra 1892, 375 let po Luthrovi napotitvi. Zaradi verskega pomena in pričevanja o trajnih globalnih učinkih reformacije je bila cerkev leta 1996 vpisana na Unescov seznam svetovne dediščine skupaj z drugimi kraji v Wittenbergu in Eislebnu, povezanimi z Martinom Luthrom in Philipom Melanchthonom.

## Zgodovina
Prvo kapelo, posvečeno Vsem svetim, so postavili v novi rezidenci askanijskega vojvode Rudolfa I. Saško-Wittenberškega okoli leta 1340. Rudolf je svojo ustanovo posvetil 6. maja 1346 in podredil neposredni pristojnosti Svetega sedeža. Z nadaljnjimi donacijami, ki jih je dal njegov naslednik vojvoda Rudolf II., jo je papež Bonifacij IX. leta 1400 določil za glavno cerkev Wittenberga.

### Ustanovitev
Ko je v poznem 15. stoletju wettinski princ Friderik III. Modri, volilni knez Saške od leta 1486, dal prezidati nekdanjo askanijsko trdnjavo, je arhitekt Conrad Pflüger (okoli 1450 – 1506/07) zasnoval novo cerkev Vseh svetih, ki je bila postavljena med letoma 1490 in 1511 v poznogotskem slogu. Posvečena 17. januarja 1503 je postala del Friderikovega gradu ali Residenzschloss, imenovan tudi Schloss Wittenberg. Obsežna oprema Tilmana Riemenschneiderja, Jacopa de' Barbarija in Albrechta Dürerja je prispevala k izgradnji grajskega kompleksa in nato cerkve.
Potem ko je volilni knez Friderik III. leta 1502 ustanovil univerzo v Wittenbergu (Leucorea) in prejel potrditev s strani papeškega legata Raymonda Peraudija 1507, je bila cerkev Vseh svetih vključena kot kapela univerze in se je hitro razvila v pomembno akademsko in bogoslužno središče. Tam so študentom podeljevali doktorate, reformator Philipp Melanchthon pa je imel v cerkvi svoj znameniti inavguracijski govor. Razvila se je tradicija pokopavanja akademskih dostojanstvenikov univerze v cerkvi. Do danes je ohranjenih več znamenitih epitafov.

### Vrata tez
Glavni portal je univerzitetno osebje pogosto uporabljalo za pripenjanje sporočil in obvestil; po splošnem prepričanju je Martin Luther 31. oktobra 1517, na predvečer Vseh svetih, na vrata cerkve izobesil svojih Petindevetdeset tez. To dejanje, namenjeno spodbujanju spora o prodaji odpustkov, se običajno smatra kot katalizator protestantske reformacije. Ali se je dogodek res zgodil ali ne, pa ni mogoče dokončno ugotoviti. Kljub temu je Luther istega dne poslal svoje ugovore v pismu nadškofu Albertu iz Mainza.
Friderik Modri je umrl leta 1525 in bil pokopan v grajski cerkvi. Istega leta je bil uveden luteranski obred. Cerkev je leta 1546 postala pokopališče samega Martina Luthra in leta 1560 Philippa Melanchthona.
Ko je leta 1760 med sedemletno vojno grad Wittenberg zasedla pruska vojska in so jo obstreljevale cesarske sile, je grajsko cerkev uničil požar, ki je bil posledica bombardiranja. Zaradi požara je ostala samo polovica temeljev in nobeden od lesenih portalov ni preživel. Cerkev Vseh svetih so kmalu obnovili, čeprav brez številnih neprecenljivih umetnin, ki so bile za vedno izgubljene.
Potem ko je bil Wittenberg vključen v prusko provinco Saško, je kralj Friderik Viljem IV. Pruski leta 1858 ukazal namestiti spominska bronasta vrata na podboje, kjer so bila originalna lesena. Na vratih so teze napisane v izvirni latinski obliki. Sama vrata tehtajo 1000 kg, z okraski po modelu Friedricha Drakea. 10. novembra 1858, 375 let po rojstvu Martina Luthra, so se na uradni slovesnosti spomnili novih vrat. Nad vrati na timpanonu je slika križanja , ki prikazuje Luthra na levi z njegovim nemškim prevodom Svetega pisma in Philippa Melanchthona na desni z Augsburško veroizpovedjo iz leta 1530, glavno veroizpovedjo v luteranski cerkvi, ki sta jo oblikovala Luther in Melanchthon. Ta vrata so med najbolj fotografiranimi v Evropi.

### Prenova
Ob četrti stoletnici Luthrovega rojstva leta 1883 se je pod vodstvom pruskega arhitekta Friedricha Adlerja začelo obsežno restavriranje cerkve Vseh svetih v neogotskem slogu, ki ga je vodil njegov učenec Paul Ferdinand Groth (1859–1955). Prenova notranjosti je vključevala sedanji rebrasti obok in pilastre ter galerijo in apsido. Obnovljen je bil tudi 88 metrov visok zvonik, s katerega je mogoče dobiti dober pogled na mesto Wittenberg in okoliško pokrajino. Citat Ein feste Burg ist unser Gott ('Mogočna trdnjava je naš bog') iz ene od Luthrovih hvalnic obkroža stolp.
31. oktobra 1892, 375 let po tem, ko je Luther na vrata cerkve izobesil svojih 95 tez, je bila cerkev Vseh svetih ponovno slovesno odprta.

## Vsi sveti danes
Župnija luteranske grajske cerkve je bila ustanovljena leta 1949. Pozneje se je razvila v središče vzhodnonemškega mirovnega gibanja (od mečev do lemežev), ko je Friedrich Schorlemmer od leta 1978 tukaj služil kot pridigar. Leta 1983, 500 let po rojstvu Luthra, je bilo v cerkvi Vseh svetih nameščenih 12 novih vitražev. Te so v čast najpomembnejšim Luthrovim učencem reformacije, ustvarila pa jih je Renate Brömme v 'brezčasnem' slogu po naročilu Luteranske svetovne federacije. V letih 1999-2000 je bila dodana nova glazirana opečna streha.
Danes cerkev Vseh svetih ne služi le kot bogoslužje, ampak hrani tudi mestni zgodovinski arhiv, je dom Riemer-muzeja in mladinskega hostla. Ob petstoletnici Luthrovih tez je bila stavba znova deležna obsežne prenove. Cerkev je bila ponovno praznično odprta 2. oktobra 2016 v navzočnosti predsednika Joachima Gaucka in Margrete II. Danske, ki je posvetila sprednji del oltarja, ki ga je  sama oblikovala.

## Grobnice in umetnine
Grobnici Martina Lutra in Philippa Melanchtona sta v cerkvi Vseh svetih. Na Luthrovem grobu, ki je pod prižnico, je napisano: »Tukaj je pokopano telo doktorja svete teologije Martina Luthra, ki je umrl v Kristusovem letu 1546, 18. februarja, v svojem rojstnem kraju Eisleben, potem ko je živel 63 let, 2 meseca in 10 dni.« Melanchthon je pridigal na Luthrovem pogrebu. Lutrova skrinjica je zakopana blizu prižnice, približno 2,4 metra pod tlemi ladje. Drugi pomembni pokopi vključujejo Casparja Zieglerja, rektorja univerze.
Cerkev hrani kipe Friderika III. in njegovega brata volilnega kneza Janeza Saškega v naravni velikosti iz alabastra ter več bronastih skulptur, tudi Friderika III. in Janeza, ki sta jih izdelala Peter Vischer mlajši in Hans Vischer. Cerkev ima veliko poslikav, ki sta jih naredila Lucas Cranach mlajši in Lucas Cranach starejši.
Kipi polne velikosti, ki obdajajo ladjo, vključujejo številne glavne osebnosti reformacije: Nicolaus von Amsdorf, Caspar Cruciger, Johann Brenz, Urbanus Rhegius, Justus Jonas, Georg Spalatin, Johannes Bugenhagen, Philipp Melanchthon in Martin Luther.

## Galerija
- Notranjost: pogled navzdol po ladji proti oltarju
- Zvonik cerkve vseh svetih. Napis Ein' feste Burg ist unser Gott poteka tik pod njegovim vznožjem.
- Kip saškega volilnega kneza Friderika III., "Modrega".
- Orgle
- Spomenik pruskim knezom
- Lestenec
- Grob Martina Luthra v cerkvi Vseh svetih v Wittenbergu